# Мейкеры против COVID
Мейкеры против COVID — российское движение владельцев 3D принтеров, изготавливавших на собственном оборудовании средства индивидуальной защиты и другие изделия в помощь врачам в начале развития пандемии COVID-19 в России. Расходные материалы для трёхмерной печати оплачивались на средства, собранные при помощи краудфандинга, а развозка изделий нуждающимся врачам выполнялась волотнёрами-водителями на своих автомобилях. Кроме России, движение также охватывало Украину, Беларусь и Казахстан.

## История движения
По словам одной из координаторов движения, Марии Немцовой, на 8 апреля 2020 года движение включало в себя более 1200 волонётров по всей России. Участники движения занимались производством элементов конструкций защитных щитков для лица, респираторов и других изделий, и бесплатно передавали их врачам. Движение было создано по аналогии с подобными проектами, действовавшими в других странах. Несмотря на то, что отдельные представители власти высказывались против обращения врачей за помощью к волотнётрам движения, в целом его деятельность по словам Немцовой оценивалась положительно и конфликтов с властью не возникало.
Движение привлекало для участия партнёров: молодёжные центры инноваций, фаблабы при ВУЗах и сообщества энтузиастов трёхмерной печати. Активную помощь в работе мейкеров оказывали студенты и школьники.

## Изделия
Волонтёры движения печатали на 3D-принтерах переходники, позволяющие подключать к маске для подводного плавания фильтр от аппарата ИВЛ — таким образом компенсировался дефицит респираторов. Помимо этого с помощью 3D-печати и станков для лазерной резки изготавливались защитные щитки для лица. Также при помощи трёхмерной печати производились устройства, снижающие дискомфорт от постоянного ношения медицинской маски («разгрузки для масок» или «заушники»), прозрачные короба для проведения медицинских манипуляций, подушки против пролежней.